# Кавказ (Місяць)

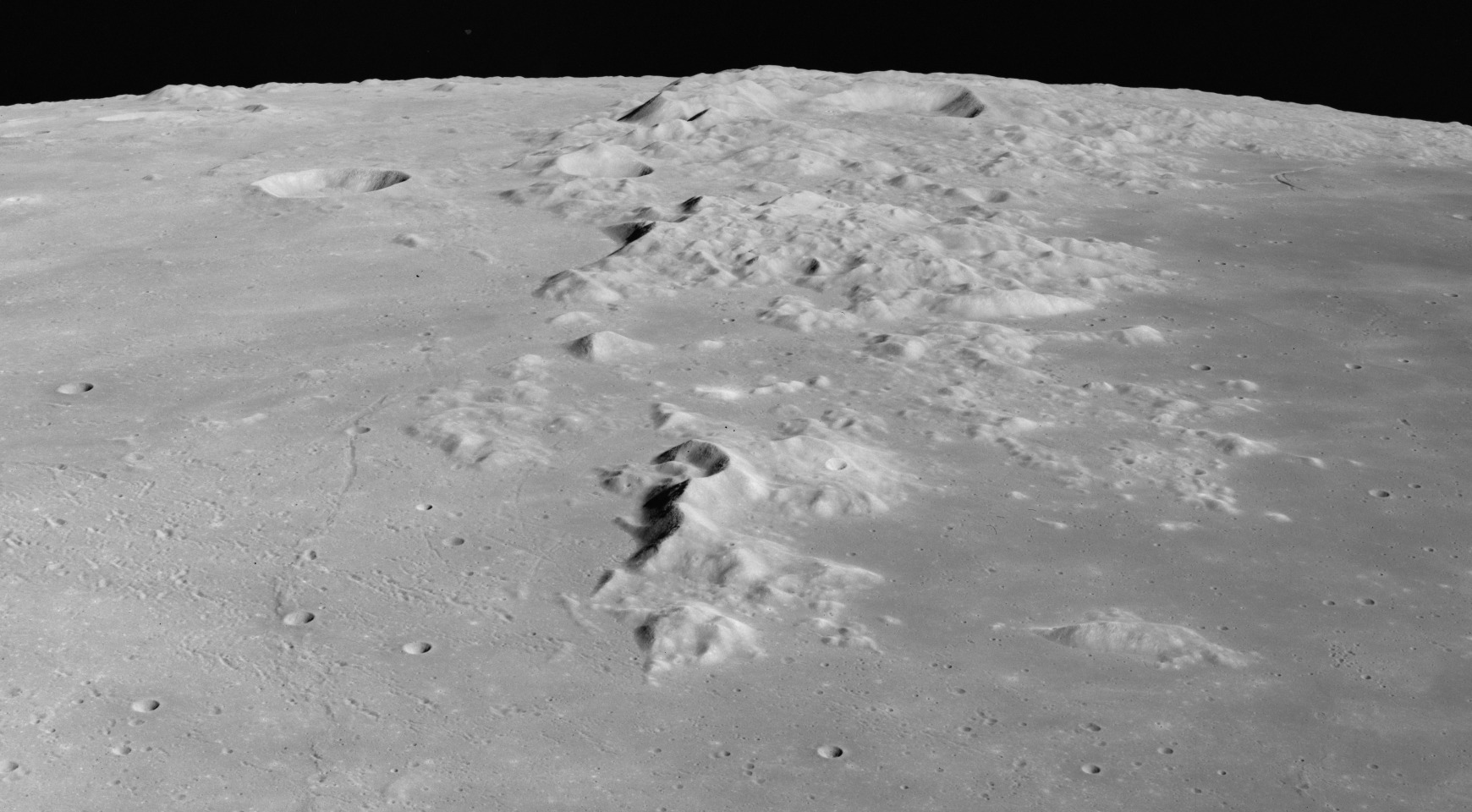
Знімок південної частини Кавказу, зроблений «Аполлоном-15» з висоти 106 км (1971).

Кавказ (лат. Montes Caucasus) — гірський хребет на Місяці, на східному краю Моря Дощів. Є частиною валу басейну цього моря. Довжина — близько 400–500 км, координати центру — 37°30′ пн. ш. 9°54′ сх. д. / 37.5° пн. ш. 9.9° сх. д., найбільша висота — 5,5–6,0 км відносно сусідніх ділянок Моря Дощів та 3,45 км відносно місячного рівня відліку висот. При освітленні вранішнім Сонцем (поблизу першої чверті) є легкодоступним і цікавим об'єктом для аматорських спостережень.

## Назва
Ім'я земного Кавказу (лат. Caucasus) потрапило на карту Місяця ще 1647 року завдяки Яну Гевелію, який давав місячним деталям рельєфу імена земних. Але у нього воно належало горам, нині відомим як Піренеї. У 19 столітті Йоганн Генріх фон Медлер назвав Кавказом об'єкт даної статті. 1935 року ця назва (Caucasus) була затверджена Міжнародним астрономічним союзом, а на початку 1960-х разом із назвами інших місячних гір отримала нинішню латинізовану форму: Montes Caucasus.
Жодна окрема частина Кавказу станом на 2018 рік не має офіційної назви. 1645 року Міхаель ван Лангрен назвав три височини цього хребта на честь іспанської королеви Маріанни Австрійської, іспанської інфанти Марії Терезії та французької принцеси Анни де Монпансьє, але ці назви не прижилися. У 19 столітті Йоганн Фрідріх Юліус Шмідт називав південний виступ Кавказу мисом Фарадея, а чимало окремих гір позначив грецькими літерами (Caucasus α, Caucasus β тощо). 1935 року ці позначення були затверджені Міжнародним астрономічним союзом, а 1973 року скасовані ним разом із іншими літерними позначеннями місячних височин.

## Опис
Кавказ разом із Альпами, Апеннінами, Карпатами та низкою інших височин складає головний вал басейну Моря Дощів. Таким чином, він з'явився разом із цим басейном завдяки удару астероїда, що стався на початку ранньоімбрійської епохи, 3,7–3,9 млрд років тому. В районі Кавказу — Альп цей вал роздвоюється: Кавказ продовжує правильне півкільце Апеннін з Карпатами, а Альпи відхиляються вбік. Для пояснення цього відхилення є кілька версій.
Найвища гора Кавказу знаходиться на 39°08′ пн. ш. 9°30′ сх. д. / 39.14° пн. ш. 9.50° сх. д. (трохи західніше кратера Каліпп) і має висоту 5,5—6,0 км відносно сусідніх морських ділянок. Таким чином, висота місячного Кавказу приблизно така ж, як і земного.
Південний кінець Кавказу та північний кінець Апеннін обмежують протоку шириною кількадесят кілометрів, яка сполучає моря Дощів та Ясності. Підніжжя Кавказу затоплене лавою з боків обох морів. Біля північно-східного кінця хребта розташований молодий 70-кілометровий кратер Евдокс (втім, у північній частині Кавказ переривчастий, і іноді його межі розширюють до кратера Аристотель). На сході в гірську систему врізається старий зруйнований 95-кілометровий кратер Александр. Інші найменовані кратери Кавказу — 34-кілометровий кратер Каліпп (у центрі хребта, поблизу найвищої вершини) і 12-кілометровий кратер Ламек (у північній частині хребта).
Біля західного краю Кавказу в Морі Дощів лежить 25-кілометровий кратер Теетет, а дещо далі — більші кратери Кассіні, Арістілл та Автолік. На схід від південного кінця хребта в Морі Ясності розташований набагато менш помітний, але більш рідкісний об'єкт, неофіційно відомий як купол Валентина (англ. Valentine Dome) — округлий пагорб діаметром 30 км і висотою лише 100 м. Ймовірно, він має вулканічне походження. Біля південно-західного краю Кавказу морською поверхнею тягнуться борозни Теетета (Rimae Theaetetus), а біля східного — борозна Каліппа (Rima Calippus).